# Миндра (Брашов)
Миндра (рум. Mândra) — село у повіті Брашов в Румунії. Адміністративний центр комуни Миндра.
Село розташоване на відстані 174 км на північний захід від Бухареста, 47 км на північний захід від Брашова.

## Населення
За даними перепису населення 2002 року у селі проживали 1147 осіб.
Національний склад населення села:
| Національність | Кількість осіб | Відсоток |
| -------------- | -------------- | -------- |
| румуни         | 1121           | 97,7%    |
| цигани         | 19             | 1,7%     |
| угорці         | 7              | 0,6%     |

Рідною мовою назвали:
| Мова      | Кількість осіб | Відсоток |
| --------- | -------------- | -------- |
| румунська | 1138           | 99,2%    |
| угорська  | 7              | 0,6%     |